# 1296
Cette page concerne l'année 1296  du calendrier julien. Pour l'année 1296 av. J.-C., voir 1296 av. J.-C.
L'année 1296 est une année bissextile qui commence un dimanche.

## Événements

### Asie
- 12 avril[1] : fondation de Chiang Mai, nouvelle capitale du roi thaï de Lanna Mengrai.
- 19 juillet : Alâ ud-Dîn Khaljî fait assassiner son oncle Djahal ad-Din[2]
- 3 octobre : Alâ ud-Dîn Khaljî se fait proclamer sultan de Delhi après avoir écarté ses neveux[3].

- L'empire khmer reconnait la suzeraineté des Mongols de Chine[4].

### Europe
- 15 janvier : la Sicile se révolte contre Jacques II d'Aragon à la suite du traité d'Anagni. Frédéric d'Aragon est proclamé roi à Catane[5].
- 16 janvier : Michel IX Paléologue épouse Rita, sœur de Héthoum II d'Arménie[6]
- 7 février[7] : les Doria et les Spinola deviennent capitaine du peuple à Gênes à l'issue d'une nouvelle guerre civile entre Guelfes et Gibelins (fin en 1299). Les Grimaldi et les Fieschi sont chassés de la ville.
- 8 février : assassinat du roi de Pologne Przemysl II à l’instigation du margrave de Brandebourg[8]. Divers prétendants font valoir leurs droits, mais les grands appellent l’ancien adversaire du roi, Vaclav II de Bohême et de Hongrie, fils d’Ottokar II Premyls, qui épouse la fille de Przemysl et est couronné roi de Pologne. Il règne sur les deux tiers des terres de Pologne, à l’exception de la Mazovie, mais les considère seulement comme une extension de la Bohême (fin en 1305).
- 13 février : Agnès de Habsbourg épouse André III de Hongrie.
- 25 février : bulle Clericis laicos[9]. En France, la levée de décimes sur le clergé pour entretenir l’armée provoque un conflit avec le pape. Le pape prétend empêcher le roi de France Philippe le Bel d’imposer les gens d’Église. Philippe le Bel réplique en interdisant toute sortie d’argent vers Rome. Boniface VIII proclame que l’autorité pontificale est illimitée. Le roi finit par céder.
- 25 mars : Frédéric II, élu par acclamation le 15 janvier, est couronné roi de Sicile à Palerme[10].
- 30 mars : John Balliol est vaincu par Édouard Ier d'Angleterre (massacre de Berwick)[11].
- 27 avril : le comte de Surrey bat les Écossais à Dunbar. John Balliol est déchu et fait prisonnier jusqu’en 1302. Il devra quitter l’Angleterre pour la Normandie[11]. Début de la première guerre d’indépendance de l’Écosse.
- 27 mai : Philippe IV le Bel, roi de France, convoque l'assemblée du clergé de France à Paris et tente de l'imposer, par une décime, sans l'autorisation du pape[12].
- Juillet : le comptoir Génois de Constantinople est détruit par les Vénitiens. Lorsque la garnison impériale intervient, les vénitiens incendient une partie de la ville et se retirent[6].
- Décembre : les Génois lancent une contre-attaque et détruisent les principaux bâtiments vénitiens de la ville.

- Mouvements révolutionnaires en Flandre entre 1296 et 1311. Le comte de Flandre Gui de Dampierre soutient les métiers contre les patriciens, partisans du roi de France (Leliaerts, les gens du lys)[13].
- Albert de Habsbourg écrase la rébellion des nobles autrichiens[14].
- Le khan de la Horde d'or Tolkaï se révolte contre le général mongol Nogaï mais est battu[15].
- L’école de Saint-Étienne à Vienne devient une école municipale ; le bourgmestre et son conseil nomment le directeur et rémunèrent les professeurs[16].